# Audio Adrenaline (álbum)
Audio Adrenaline es el primer álbum de estudio de la banda de rock cristiano del mismo nombre. "My God" fue una de las primeras canciones grabadas por la banda, que captó la atención de ForeFront Records.

## Lista de canciones
Todas las canciones fueron escritas por Barry Blair, Bob Herdman, y Mark Stuart, exceptuando las indicadas.
1. "One Step Hyper" (Blair, Herdman, Stuart, Will McGinniss) - 4:20
2. "What You Need" - 4:26
3. "Who Do You Love" (Herdman, Stuart) - 3:49
4. "PDA" - 4:08
5. "The Most Excellent Way" - 4:25
6. "J-E-S-U-S Is Right" (Blair, Herdman) - 4:30
7. "Revolution" (Blair, Stuart) - 5:15
8. "Audio World" - 4:33
9. "DC-10"[n. 1][n. 2] - 3:12
10. "My God" - 3:38
11. "Life" (Blair, Herdman, Stuart, McGinniss, Steve Griffith) - 4:21

1. ↑  Aparece en Hit Parade
2. ↑  Aparece en Underdog

## Personal
- Mark Stuart - voz principal
- Barry Blair - guitarras, voz
- Will McGinniss - bajo, voz
- Bob Herdman - teclados, voz